# Nürnberger Ei

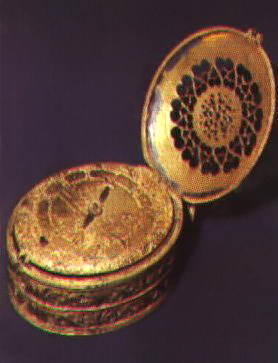
Taschenuhr in Eiform aus der 2. Hälfte des 16. Jahrhunderts

Als Nürnberger Eier wurden früher Taschenuhren mit Federwerk und einer ovalen Form bezeichnet. Nürnberg beherbergte im späten und ausgehenden Mittelalter die weltweit besten Handwerker und Feinschmiede.

## Herkunft des Namens
Die Bezeichnung „Ei“ kommt jedoch wohl nicht von der Gestalt der Uhren, sondern dürfte (als „Eierlein“) eine Verballhornung von „Aeurlein“, also Ührlein, sein. Zwar wurden sie oft (auch in der belletristischen Literatur) dem Nürnberger Feinmechaniker Peter Henlein zugeschrieben, da er um 1510 erste am Körper tragbare Uhren hergestellt hat. Allerdings bestehen Zweifel, dass er der Urheber der Nürnberger Eier ist, weil erste Datierungen um 1550 nach seinem Tod (1542) vorliegen. Peter Henlein baute Uhren in Form hoher zylindrischer Dosen sowie kleiner Kugeln in Bisamapfelform. Die bekannten eiförmigen Uhren stammen erst aus der zweiten Hälfte des 16. Jahrhunderts und sind nicht mit Peter Henlein in Verbindung zu bringen.

## Gangregulation mit Torsionspendel
Die tragbare Uhr wurde erst durch die Erfindung der Zugfeder vor 1430 möglich. Hierdurch konnten die großen gewichtsgetriebenen Uhren verkleinert werden und fanden z. B. auf einem Tisch Platz. Der genaue Zeitpunkt der weiteren Verkleinerung ist umstritten. Es gibt Berichte aus dem Italien des späten 15. Jahrhunderts, die auf tragbare Uhren schließen lassen. Sicher ist, dass sie seit Peter Henlein in einem nur handgroßen Gehäuse untergebracht werden konnten. Die Erfindung der Zugfeder und des Torsionspendels als Taktgeber wurden oft Peter Henlein zugeschrieben, doch wurden solche Gangregler schon im frühen 15. Jahrhundert angewandt. Spätestens Henlein sorgte allerdings für die Miniaturisierung.
Die Gleichmäßigkeit der Schwingung bestimmt die Ganggenauigkeit der Uhr. Weil die Auslenkung des Torsionspendels allerdings durch jede Bewegung des Trägers beeinflusst wird, war der Uhrgang recht unregelmäßig. Erst die 1657 von Christiaan Huygens patentierte Hemmung durch Unruh und Spiralfeder verbesserte den täglichen Uhrengang auf etwa 10 Sekunden.